# Route nationale 683 (Italie)
Pour les articles homonymes, voir Route nationale 683 (homonymie).
La route nationale 683 di Licodia Eubea-Libertinia (SS 683), anciennement nuova strada ANAS 10 Licodia Eubea-Libertinia (NSA 10), est une route nationale italienne.
Elle constitue actuellement une liaison directe entre la route nationale 514, sur l'itinéraire Catane - Raguse et la ville de Caltagirone. La route constitue une voie rapide, sans traversées urbaines, les principales intersections avec les routes secondaires s'effectuant par voies d'insertion à l'exception des jonctions intermédiaires pour le réseau routier local. La chaussée en voie unique mesure 10,75 mètres par sens de circulation et dispose de zones d'arrêts d'urgences fréquents. La route est une alternative à la route nationale 124.
Le projet routier complet vise à relier directement le côté sud-est de la Sicile à l'autoroute A19 Catane-Palerme sans recourir aux routes locales ou à d'autres routes plus sinueuses.
L'itinéraire actuel est défini comme suit : « Innesto con la S.S. n. 514 presso Grammichele - Innesto con la S.S. 124 presso Caltagirone »  .

## Parcours
| di Licodia Eubea-Libertinia |                                                 |      |          |
| Type                        | Indication                                      | ↓km↓ | Province |
|                             | di Chiaramonte                                  | 0,0  | CT       |
|                             | pour Grammichele                                | 3,1  | CT       |
|                             | pour Grammichele, Granieri                      | 6,4  | CT       |
|                             | Contrada Regalsemi pour Santo Pietro Siracusana | 13,3 | CT       |

## Route nationale 683 var (Variante di Caltagirone)
La route nationale 683 var, Variante di Caltagirone (SS 683 var) est une route nationale italienne, dont le tracé permet de contourner la ville de Caltagirone.
En 2004, un projet prévoyait d'étendre la section de la route nationale Licodia Eubea-Libertinia déjà en service jusqu'à la route nationale 117 bis, avec des jonctions à Caltagirone, la route nationale 417 et San Michele di Ganzaria. En 2008, l'ANAS a approuvé le projet exécutif de la variante di Caltagirone, présenté dans le cadre du projet d'extension de la SS 683, mais avec un kilométrage progressif indépendant de celle-ci.
Le 4 décembre 2014, une première section fut mise en service, partant de la jonction de San Bartolomeo, à l'est de la municipalité sicilienne avec une connexion à la route nationale 124, puis arrivant à la jonction de Molona au nord de la municipalité, avec une connexion la route nationale 417. Faisant partie du projet, mais pas encore formellement inclus dans l'itinéraire de la route nationale, un autre tronçon fut ouvert à la circulation le 8 juillet 2016, poursuivant l'existant jusqu'à la jonction avec la route nationale 124.
Le classement actuel date de 2015, et se caractérise par l'itinéraire suivant : « Svincolo di S. Bartolomeo - Svincolo di Molona con la S.S. n. 417 ».

### Parcours
| Variante di Caltagirone |                                           |      |          |
| Type                    | Indication                                | ↓km↓ | Province |
|                         | San Bartolomeo Siracusana Caltagirone est | 3,7  | CT       |
|                         | Molona di Caltagirone Caltagirone nord    | 8,4  | CT       |
|                         | SP.37 pour Mirabella Imbaccari            | 12,4 | CT       |